# 瑪土撒利
瑪土撒利（Methushael）天主教思高聖經譯默突舍拉是《创世记》第4章中记载的亚当长子该隐的后代，是米户雅利的儿子，拉麦（这个拉麦跟出自塞特世系的挪亚的父亲拉麦并非同一人）的父亲。
根據道聲出版社1973年出版的《英漢宗教字典》183頁，Methushael 瑪土撒拉，聖經中最長壽者。(創5:21-27) 瑪土撒拉一百八十七歲時生了一個兒子，名叫拉麥，以後他又活了七百八十二年，並且生男育女。他死的時候是九百六十九歲。